# Čremošné
Čremošné é um município da Eslováquia, situado no distrito de Turčianske Teplice, na região de Žilina. Tem 16,17 km² de área e sua população em 2018 foi estimada em 82 habitantes.

## Demografia
| Ano:        | 1994 | 2004   | 2014   | 2024   |
| ----------- | ---- | ------ | ------ | ------ |
| Broj ljudi: | 95   | 87     | 85     | 83     |
| Razlika:    |      | -8,42% | -2,29% | -2,35% |

| Ano:               | 2023 | 2024   |
| ------------------ | ---- | ------ |
| Número de pessoas: | 80   | 83     |
| Diferença:         |      | +3,75% |